# Führerscheintourismus
Der Begriff Führerscheintourismus beschreibt grundsätzlich den Erwerb eines Führerscheins im Ausland. Die Gründe dafür können vielfältig sein, z. B. weil der Erwerb der Fahrerlaubnis im Ausland günstiger und einfacher ist, aber auch zur Umgehung einer medizinisch psychologischen Untersuchung. Grundsätzlich wird in Deutschland der Führerschein aus anderen EU-Ländern oder dem Europäischen Wirtschaftsraum EWR (Island, Liechtenstein und Norwegen) anerkannt, vorausgesetzt der Führerscheinbesitzer hatte einen Wohnsitz im entsprechenden Ausland von mehr als sechs Monaten. Führerscheine aus der EU oder EWR müssen nicht umgeschrieben werden. Es gibt weitere Staaten sog. Drittstaaten, deren Führerschein in Deutschland anerkannt wird und ohne Prüfungen in einen deutschen Führerschein umgeschrieben werden kann. Dazu gehören Länder wie Albanien, Andorra, Bosnien, Gibraltar, Insel Man, Israel, Japan, Jersey, Kosovo, Nordmazedonien, Monaco, Namibia, San Marino, Schweiz, Serbien, Südafrika oder das Vereinigte Königreich.
Fälle, in denen Autofahrer nach Entzug ihres Führerscheins im Wohnsitzstaat eine neue Fahrerlaubnis in einem anderen EU-Staat erhalten haben, die sie dann, im Sinne der gegenseitigen Anerkennung, wiederum nutzten. Die Ausstellerstaaten haben meist großzügigere Vorschriften. Die Rechtsungleichheit im Fahrerlaubnisrecht der europäischen Mitgliedsstaaten wurde von vielen Betroffenen nach dem Entzug der deutschen Fahrerlaubnis genutzt, um sich kurzfristig in den Genuss einer gültigen ausländischen Fahrerlaubnis zu bringen. Die durch Urteile des EuGH gestützte Anerkennungspraxis und Umgehung nationalen Rechts spielt heute in der Praxis keine Rolle mehr.

## Hintergrund
Mit dem Führerscheintourismus wurde in Deutschland geltendes Recht, insbesondere die Eignungsprüfung nach schweren oder wiederholten Verkehrsverstößen, unter Bezugnahme auf das Unionsrecht der EU umgangen.
Durch den Erwerb der Fahrerlaubnis in einem anderen europäischen Land konnten sich Führerscheintouristen dem Zuständigkeitsbereich der deutschen Fahrerlaubnisbehörden entziehen. Für die Erteilung der Fahrerlaubnis gelten die Gesetze des jeweiligen Ausstellerstaates. Die den deutschen Behörden vorliegende Verkehrsvorgeschichte ist den anderen Mitgliedstaaten in der Regel nicht bekannt, da eine einheitliche europäische Registerführung bislang nicht existiert.
Die Debatte um den Auslandsführerschein wurde über Jahre mit hoher Emotionalität geführt, wobei sich Befürworter und Gegner bevorzugt in diversen „MPU-Foren“ austauschen. Risiken ergaben sich insbesondere bei „rechtsmissbräuchlichem Erwerb“ des Auslandsführerscheins (Verletzung des Wohnsitzprinzips, Fälschungen). In solchen Fällen eindeutigen Rechtsmissbrauchs wurden von deutschen Fahrerlaubnisbehörden vielfach nachträgliche Nutzungsuntersagungen ausgesprochen.

## Rechtslage

### Einzelstaatliche Regelungen
Die Beurteilung der Fahreignung unterliegt der Sichtweise und den Rechtsnormen des jeweiligen Ausstellerstaates und ist dementsprechend uneinheitlich. Die Fahreignung ist aus Sicht des Ausstellerstaates prinzipiell nicht mehr gegeben, wenn dieser die Fahrerlaubnis entzieht. In vielen Fällen wird vom Gericht auch zusätzlich zur Entziehung der Fahrerlaubnis eine zeitlich begrenzte Sperre festgesetzt, in der keine neue Fahrerlaubnis erteilt werden darf.
In Deutschland wird die Wiedererteilung der Fahrerlaubnis in den meisten Fällen vom Bestehen einer Medizinisch-Psychologischen Untersuchung abhängig gemacht. In fast allen anderen Ländern in Europa wird die Fahrerlaubnis nach der Sperre dagegen sofort erteilt, ohne weitere Prüfschritte. Eine Harmonisierung der Kriterien für Erteilung und Entziehung der Fahrerlaubnis erfolgte bislang nicht.

### Staatenübergreifende Regelungen
In einem europäischen EU/EWR-Mitgliedstaat rechtmäßig erteilte Führerscheine sind in ganz Europa gültig. Entziehung und Neuerteilung der Fahrerlaubnis richten sich nach dem nationalen Recht des Ausstellerstaates. Voraussetzung für die Erteilung ist die bestandene Führerscheinprüfung bzw. die Umschreibung einer vorhandenen Fahrerlaubnis aus einem anderen Staat oder die Wiedererteilung einer vorher entzogenen Fahrerlaubnis innerhalb einer bestimmten Frist (in Deutschland zum Beispiel 2 Jahre) und ein fester Wohnsitz im jeweiligen Mitgliedstaat für mindestens 185 Tage.
Bis zum November 2006 war danach jede zuständige Fahrerlaubnisbehörde in einem anderen europäischen Mitgliedstaat berechtigt, eine neue Fahrerlaubnis nach hoheitlichem Recht zu erteilen. Kraftfahrer, denen aus der Sicht eines Staates längst der Führerschein entzogen worden wäre, sind nach dem Recht anderer Staaten weiterhin zum Führen von Kraftfahrzeugen geeignet. Begünstigt wird das auch dadurch, dass die Fahrerbiographie (aktenkundige Vorgeschichte) dem Ausstellerstaat mangels einheitlicher Registerführung meist nicht bekannt ist.

### Gemeinsame Europäische Regelung / Dritte Führerscheinrichtlinie
Die europäische dritte Führerscheinrichtlinie ist seit dem 19. Januar 2007 gültig. Sie muss bis zum 19. Januar 2013 in nationales Recht der Mitgliedsstaaten umgesetzt werden. In Deutschland war für die Umsetzung der 19. Januar 2009 vorgesehen.
Die Führerscheinrichtlinie führte wesentliche Neuerungen gegen den beklagten Führerscheintourismus ein und soll Rechtssicherheit und -gleichheit wiederherstellen.
Neu war insbesondere die Regelung, dass ein Mitgliedstaat die Anerkennung der Gültigkeit eines Führerscheins ablehnt, „der von einem anderen Mitgliedstaat einer Person ausgestellt wurde, deren Führerschein in seinem Hoheitsgebiet entzogen ist“. Damit sollte nach Auskunft des Bundesministeriums für Verkehr und digitale Infrastruktur der Führerscheinmissbrauch effektiver als bisher bekämpft werden.
Falls ein Führerschein von einem anderen EU-Mitgliedstaat ausgestellt wurde, so darf er nicht grundlos von der deutschen Behörde abgelehnt werden. Allerdings besteht die Möglichkeit, die Rechtsgültigkeit anzuzweifeln und vor Gericht ein Urteil zu erwirken.
Die Richtlinie sah allerdings auch vor, dass vor deren Inkrafttreten ausgestellte Fahrerlaubnisse Bestandsschutz erhalten. Dies bedeutet faktisch die Anerkennung aller bis dahin ausgestellten Führerscheine.

### Urteil des Bundesverwaltungsgerichts im Dezember 2008
Deutsche, denen die inländische Fahrerlaubnis entzogen wurde, können mit im Anschluss an eine Entziehung erworbenen Führerscheinen aus anderen EU-Staaten grundsätzlich keine fahrerlaubnispflichtigen KFZ führen, wenn diese am Tag der Ausstellung der Fahrerlaubnis ihren Wohnsitz in Deutschland hatten (BVerwG, Urteile vom 11. Dezember 2008). Sie können nachträglich in Deutschland zur MPU gebeten werden. Ob dieser Grundsatz auch bei Personen gilt, die zu keinem Zeitpunkt Adressat einer Negativentscheidung (Entziehung, Aussetzung oder Beschränkung) geworden sind, ist umstritten (vgl. u. a. Literaturnachweis).
Der seit Januar 2009 geltende § 28 IV Nr. 2 FeV schließt die Anerkennung von Führerscheinen, die unter Verstoß gegen das Wohnsitzerfordernis erworben wurden, sogar generell aus – die EU-rechtliche Zulässigkeit dieser Vorschrift wird jedoch in der rechtswissenschaftlichen Literatur und von einigen Gerichten angezweifelt (u. a. VGH Kassel, 2 B 255/09, Beschluss vom 20. Juli 2009).

### EuGH-Rechtsprechung
Die Rechtsprechung des EuGH besagt, dass eine Fahrerlaubnis, die von einem nicht deutschen EU-Staat ausgestellt worden ist, durch die zuständige deutsche Führerscheinstelle nicht anerkannt werden muss, wenn die ausländische Fahrerlaubnis während des Laufs einer deutschen Sperrfrist erteilt worden ist. Wer mit einem solchen Führerschein ein fahrerlaubnispflichtiges Kraftfahrzeug führt, macht sich wegen Fahrens ohne Fahrerlaubnis strafbar.
Die 3. EU-Führerscheinrichtlinie, die zum 19. Januar 2009 ins deutsche Recht umgesetzt worden ist, bringt eine weitere Erschwerung mit sich: Ab dem Zeitpunkt der Umsetzung darf man mit einer EU-Fahrerlaubnis nicht mehr in Deutschland Auto fahren, wenn bei Ausstellung des ausländischen Führerscheins die deutsche Fahrerlaubnis entzogen war. In dieser Konstellation hätte der nicht deutsche EU-Staat die Ausstellung des Führerscheins nämlich verweigern müssen. Wer mit einem solchen Führerschein ein Kraftfahrzeug führt, macht sich ebenfalls strafbar. Nach einer Entscheidung des EuGH vom 26. April 2012, Az. C-419/10, die erstmals eine EU-Fahrerlaubnis betrifft, welche nach dem 18. Januar 2009 erworben worden ist, ist es einem Mitgliedstaat jedoch verwehrt, die Anerkennung der Gültigkeit des einer Person, die Inhaber einer ihr in seinem Hoheitsgebiet entzogenen früheren Fahrerlaubnis war, außerhalb einer ihr auferlegten Sperrfrist für die Neuerteilung dieser Fahrerlaubnis von einem anderen Mitgliedstaat ausgestellten Führerscheins abzulehnen, wenn die Voraussetzung eines ordentlichen Wohnsitzes im Hoheitsgebiet des letztgenannten Mitgliedstaates eingehalten worden ist. Es bleibt abzuwarten, wie die deutschen Gerichte diese Entscheidung umsetzen. Problematisch ist nämlich, dass die EuGH-Entscheidung im Widerspruch zur deutschen Rechtslage steht. Denn nach dem § 28 Abs. 4 Ziffer 3 FeV sind ausländische Führerscheine dann nicht anzuerkennen, wenn zuvor die Fahrerlaubnis in Deutschland entzogen wurde. Diese Vorschrift ist allerdings unter Berücksichtigung der Rechtsprechung des EuGH nur in den Fällen anwendbar, in denen die ausländische EU-Fahrerlaubnis während einer noch laufenden Sperrfrist erteilt worden ist.

## Aktuelle Erscheinungen
Viele Betroffene suchen auch weiterhin – trotz der bekannten Risiken der Nutzungsuntersagung – den Weg über das Ausland, um ihre Mobilität zu erhalten. Laut einer Statistik waren dem Kraftfahrt-Bundesamt in Flensburg-Mürwik bis zum Dezember 2005 mehr als 2.489 Personen bekannt, die auf die Neuerteilung der deutschen Fahrerlaubnis verzichtet und ihren Führerschein im EU-Inland neu erworben haben. Hierbei handelt es sich lediglich um die bekannt gewordenen Fälle, die tatsächliche Anzahl dürfte wesentlich höher sein. Einschlägigen, zum Teil sehr reißerisch gehaltenen Zeitungsberichten zufolge erfolgt der Führerscheintourismus gut organisiert, es wird über Busladungen von Führerscheinbewerbern zu Fahrschulen in grenznahen Gebieten berichtet, mit All-Inclusive-Service, organisiertem 185-Tage-Wohnsitznachweis und touristischen Zusatzangeboten. Anbieter von organisierten Auslandsführerscheinen werben offensiv für diese Vorgehensweise, die rechtlichen Risiken werden verschleiert, da ab Januar 2009 der Hauptwohnsitz nachweisbar nicht in Deutschland sein darf und durch Datenausgleich überprüft wird, ob die Mindestvoraussetzungen für die Ausgabe eines Führerscheins gegeben sind. So entschieden die obersten deutschen Verwaltungsrichter, das Bundesverwaltungsgericht, am 25. Februar 2010, dass Behörden überprüfen dürfen, ob Autofahrer, die im Ausland einen Führerschein erworben haben, dort auch einen Wohnsitz hatten. Hierbei muss die Annahme eines Scheinwohnsitzes nicht bereits durch die Informationen des Ausstellungsmitgliedstaates abschließend erwiesen sein. Zur Beurteilung eines fiktiven Wohnsitzes – sog. Wohnsitzverstoß – dürfen Umstände des gesamten Falles herangezogen werden, mithin auch „inländische Umstände“. Die Voraussetzungen an einen ordentlichen Wohnsitz richten sich dabei nach § 7 Abs. 1 Satz 2 FeV, d. h. soweit die Person wegen persönlicher oder beruflicher Bindungen gewöhnlich (mindestens 185 Tage im Jahr) im Inland wohnt. Soweit die gesetzlichen Anforderungen nicht eingehalten werden, kann der Gebrauch des ausländischen Führerscheins verboten werden. Üblicherweise erhält der Betroffene einen Bescheid, indem festgestellt wird, dass er nicht berechtigt ist mit dieser Fahrerlaubnis ein Fahrzeug in Deutschland zu führen und die Aufforderung diesen Führerschein zur Anbringung eines Sperrvermerks vorzulegen.

## Historisches: Führerscheintourismus nach Polen und Tschechien
Der Europäische Gerichtshof (EuGH) hatte in seinem Urteil vom 29. April 2004 im Fall Kapper festgestellt, dass ein erteilter Führerschein aus einem EU/EWR-Mitgliedstaat im Aufnahmestaat selbst dann anerkannt werden muss, wenn gegen die Wohnsitzregel (185 Tage) offensichtlich verstoßen wurde.
Das führte ab Ende 2004 zu einem verstärken Führerscheintourismus vor allem nach Polen und die Tschechische Republik, da dort in klarem Widerspruch zur EU-Gesetzgebung nach der EU-Erweiterung am 1. Mai 2004 noch kein fester Wohnsitz verlangt wurde.
Deutsche Verwaltungsbehörden gingen jetzt davon aus, dass sie nach Meldungen der Polizei über die im Ausland ausgestellte Fahrerlaubnis, beispielsweise bei Routinekontrollen, berechtigt waren, die Fahreignung durch eine MPU auf der Grundlage der weiter bestehenden Eignungszweifel zu prüfen. Wurde ein angefordertes Gutachten nicht fristgerecht beigebracht oder gar unter Berufung auf das EuGH-Urteil verweigert, erkannten die deutschen Führerscheinstellen regelmäßig das Recht ab, von diesem Führerscheinen in Deutschland Gebrauch zu machen (sog. Nutzungsuntersagung). Als Grundlage wurde dazu § 3 Abs. 1 des Straßenverkehrsgesetzes (StVG) in Verbindung mit § 46 Abs. 1 der Fahrerlaubnisverordnung (FeV) herangezogen, um damit den nicht mehr anwendbaren § 28 Abs. 4 Nr. 3 der Fahrerlaubnisverordnung (FeV) in gewisser Weise zu ersetzen. Diese Verwaltungsakte wurden in der Regel mit Sofortvollzug erlassen. Die Betroffenen waren gezwungen, Klage vor den Verwaltungsgerichten gegen die behördlichen Entscheidungen zu erheben. In den meisten Fällen wurde dieses Vorgehen der Verwaltungsbehörden von den Verwaltungs- und Oberverwaltungsgerichten bestätigt und diese Nutzungsuntersagungen für rechtmäßig erklärt. Dabei wurde dann oft kein Unterschied mehr gemacht, ob das Wohnsitzerfordernis ordnungsgemäß im Ausstellerland eingehalten wurde. Ausländische Eignungsnachweise wurden von den deutschen Behörden grundsätzlich nicht anerkannt.
Dann entschied aber das Oberverwaltungsgericht Koblenz am 15. August 2005 in einer spektakulären Entscheidung, dass das EuGH-Urteil so zu verstehen sei, dass eine erneute Eignungsprüfung ausschließlich nur wegen der alten Eignungszweifel rechtswidrig ist und mit Gemeinschaftsrecht nicht vereinbar sei.
Im Urteil des Europäischen Gerichtshofes (EuGH) vom 6. April 2006 wurde entschieden, dass die Gültigkeit eines in Österreich rechtmäßig erworbenen Führerscheins – nach Ablauf der „Sperrfrist“ aufgrund von Verstößen gegen betäubungsmittelrechtliche Vorschriften – von der deutschen Fahrerlaubnisbehörde nachträglich nicht in Frage gestellt werden darf und der Führerschein auf Antrag des Bewerbers ohne weitere Auflagen in eine gültige deutsche Fahrerlaubnis umgeschrieben werden muss. Im vorliegenden Fall lag bereits ein österreichisches verkehrspsychologisches Gutachten (VPU) vor, welches die Fahreignung des Betreffenden positiv bestätigte, von der deutschen Fahrerlaubnisbehörde aber nicht anerkannt wurde.
Bei erneuten Auffälligkeiten im Straßenverkehr können die aus der aktenkundigen Vorgeschichte abgeleiteten Eignungszweifel in Deutschland zu einer MPU-Aufforderung und, falls diese Eignungsprüfung nicht fristgerecht zu einem positiven Ergebnis gekommen sein würde, zu einer Nutzungsuntersagung für das Gebiet der Bundesrepublik Deutschland führen. Deutsche Richter gehen heute dazu über, die Berufung auf Unionsrecht generell zu untersagen, wenn offensichtlich falsche oder unvollständige Angaben im Ausstellerstaat gemacht wurden (etwa eine frühere Entziehung in Deutschland oder den ordentlichen Wohnsitz betreffend). Beispiel: Beschluss des Oberverwaltungsgerichts (OVG) Berlin vom 8. September 2006. Demzufolge war die Prüfung der Voraussetzungen für die Erteilung einer Fahrerlaubnis durch die ausländische Behörden unzureichend. Zum Ausgleich soll der Führerscheininhaber den verlangten Eignungsnachweis (MPU) erbringen (vgl. Beschluss des Oberverwaltungsgerichts (OVG) Greifswald vom 29. August 2006).
Die Option, bei Zweifeln an der Rechtmäßigkeit der Führerscheinerteilung ein Verfahren nach Artikel 227 EG gegen den ausstellenden Staat einzuleiten, wird offenbar kaum in Anspruch genommen.
Die letzte einschlägige EuGH-Entscheidung vom 28. September 2006 (Fall „Kremer“) bestätigt noch die bisherige Linie, dass im Ausland rechtmäßig erworbene Fahrerlaubnisse grundsätzlich auch in Deutschland gelten müssen, und eine Nutzungsuntersagung oder Überprüfung der Fahreignung geltendem EU-Recht widerspricht. Allerdings ist die Sachlage in diesem Fall eher einfacher Natur: Es lagen wiederholte Vergehen des Fahrens ohne Fahrerlaubnis vor. Durch den rechtmäßigen Erwerb der in Belgien ausgestellten gültigen EU-Fahrerlaubnis wurde das Fehlen der Fahrerlaubnis naturgemäß „geheilt“. Zudem wurde in Deutschland keine Fahrerlaubnissperre verhängt. Da schwerwiegende Bedenken gegen die Fahreignung und klare Hinweise auf Rechtsmissbrauch im Fall Kremer offenbar fehlen, ist unklar, warum dieser Fall überhaupt dem EuGH zur Beurteilung vorgelegt wurde, vgl. auch.
Experten vertreten die Ansicht, eine Nutzungsuntersagung für das Gebiet der Bundesrepublik Deutschland sei – abgesehen von der Berücksichtigung neuer Eignungszweifel – europarechtswidrig, vor allem, unter Berücksichtigung des letzten Urteils des Europäischen Gerichtshofes (EuGH) vom 28. September 2006 im Fall Kremer.
Nach gefestigter Rechtsprechung sieht Artikel 1 Absatz 2 der Richtlinie 91/439 die gegenseitige Anerkennung der von den Mitgliedstaaten ausgestellten Führerscheine ohne jede Formalität vor und erlegt den Mitgliedstaaten damit eine klare und unbedingte Verpflichtung auf, die keinen Ermessensspielraum in Bezug auf die Maßnahmen einräumt, die zu erlassen sind, um dieser Verpflichtung nachzukommen. Daraus ergibt sich insbesondere, dass, wenn die Behörden eines Mitgliedstaats einen Führerschein gemäß Artikel 1 Absatz 1 der Richtlinie 91/439 ausgestellt haben, die anderen Mitgliedstaaten nicht befugt sind, die Beachtung der Ausstellungsbedingungen erneut zu prüfen.
Dabei wurde die belgische Fahrerlaubnis von Stefan Kremer von Deutschland nie anerkannt, und er wurde insgesamt fünfmal wegen Fahrens ohne Fahrerlaubnis rechtskräftig verurteilt. Die Nutzungsuntersagungen und Sperren hatte er nie beachtet und sich stattdessen auf europäisches Gemeinschaftsrecht berufen. Der Europäische Gerichtshof hat dann festgestellt, dass seine belgische Fahrerlaubnis in Deutschland nie ungültig war. Daraus ergibt sich, dass selbst eine unanfechtbare Nutzungsuntersagung vor dem Europäischen Gerichtshof keinen Bestand haben muss.

## Alternativen zum Führerscheintourismus
Die für die Entziehung der Fahrerlaubnis ursächlichen Probleme werden durch den Erwerb eines Auslandsführerscheins allein genauso wenig behoben wie durch ein MPU-Training, das lediglich auf das Bestehen der Exploration ausgerichtet ist. Daher sind nach Ansicht von Verkehrsmedizinern und -psychologen Wiederholungen und Unfälle bei dieser Hochrisikogruppe sehr wahrscheinlich, auch wenn die Zahl der Alkoholunfälle von 2004 auf 2005 um insgesamt 4,6 % abgenommen hat. Zielführend ist es, die eigentlichen Ursachen der Führerscheinprobleme zu klären und zu ändern. Dazu steht den Betroffenen ein umfangreiches Spektrum an wirksamen verkehrspsychologischen Angeboten zur Verfügung.

## Aktuelle Literatur
- M. Pießkalla, S. Leitgeb: § 28 IV 1 Nr. 3 FeV: Anerkennungspflicht auch für nach dem 18. Januar 2009 ausgestellte EU-Führerscheine? In: Neue Zeitschrift für Verkehrsrecht. 2010, S. 329 ff.
- M. Pießkalla: § 28 IV Nr. 2 FeV – (wieder) ein Verstoß gegen die EG-Führerscheinrichtlinie? In: Neue Zeitschrift für Verkehrsrecht. 2009, S. 479 ff.
- Tobias B. Scholz: Das Ende des sog. „Führerscheintourismus“ in der Europäischen Union? In: Europarecht. (EuR) 2009, S. 275–281.